# August Derleth

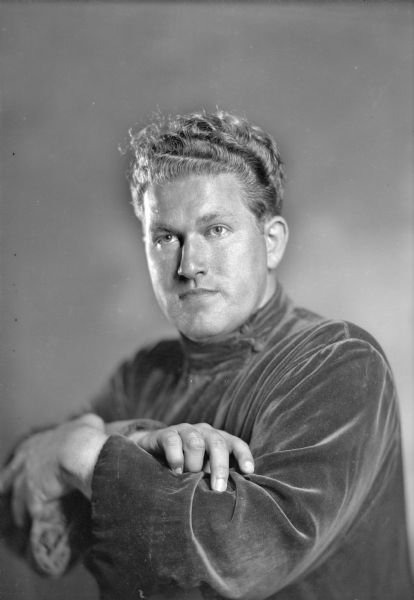
August Derleth

August William Derleth (* 24. Februar 1909 in Sauk City; † 4. Juli 1971 ebenda) war ein US-amerikanischer Autor von Horror-Geschichten, Verleger und Herausgeber von Anthologien. Er ist Namensgeber des zu seinen Ehren von der „The British Fantasy Society“ jährlich verliehenen August Derleth Award für die beste Horror-Novelle.

## Jugend
August William, der Sohn von William Julius Derleth und Rose Louise Volk, wuchs in Sauk County, Wisconsin, auf.
Im Alter von 16 Jahren verkaufte er seine erste Geschichte an das Magazin Weird Tales, in dem fantastische Erzählungen veröffentlicht wurden. Auch während seines vierjährigen Studiums an der Universität von Wisconsin, das er 1930 abschloss, verfasste Derleth laufend weitere Geschichten. Während dieser Zeit arbeitete er außerdem als Editor für das Mystic Magazine.
Derleth war sehr sozial engagiert und Mitte der 1930er Jahre organisierte er u. a. einen Ranger Club für junge Menschen und arbeitete als Angestellter und Vorsitzender der lokalen Kommission für Erziehung und Bewährungshelfer. Darüber hinaus war er als Lektor für die Universität von Wisconsin tätig.

## Freundschaft mit Lovecraft
Er war ein Zeitgenosse und Freund des Autors H. P. Lovecraft. Lovecrafts Figur des Comte d’Erlette (der Autor von Cultes des Goules) ist eine Hommage an Derleth, dessen französische Vorfahren d’Erlette hießen. Nach Lovecrafts Tod im Jahre 1937 nahm er einige seiner unveröffentlichten Geschichten an sich und überarbeitete oder vollendete diese, um sie in Weird Tales oder in Buchform zu publizieren. Dabei verwendete er den Begriff des Cthulhu-Mythos, um eine Mythologie zu definieren, die hinter Lovecrafts Werk stand. Derleth fügte dem Mythos weitere Gottheiten und Geschöpfe zu, wandelte ihn teilweise ab und brachte ihn mehr in Zusammenhang mit seiner eigenen christlichen Auffassung vom Kampf Gottes mit dem Bösen.

## Verlag Arkham House
Zusammen mit Donald Wandrei stellte er eine Sammlung von Lovecrafts Kurzgeschichten zusammen, um sie zu veröffentlichen. Da die angesprochenen Verlage jedoch wenig Interesse zeigten, gründeten sie 1939 einen eigenen Verlag namens Arkham House, vornehmlich um die Werke Lovecrafts zu publizieren. Der Verlagsname stammt von der fiktiven Stadt Arkham in Massachusetts, die Lovecraft in mehreren seiner Geschichten erwähnt.
1939 brachte Arkham House The Outsider and Others heraus, eine umfangreiche Sammlung von Lovecrafts Kurzgeschichten. Derleth und Wandrei beschlossen, Arkham House zu erweitern, und es folgten regelmäßig weitere Veröffentlichungen, darunter 1941 Someone in the Dark, eine Sammlung von Derleths eigenen Horrorgeschichten.

## Späteres Leben
1941 wurde Derleth Redakteur der Zeitschrift The Capital Times of Madison. Diese Stellung hatte er bis zu seinem Ruhestand im Jahre 1961 inne.
Am 6. April 1953 heiratete er Sandra Evelyn Winters. 1959 wurde die Ehe geschieden, wobei Derleth das Sorgerecht für die Kinder April Rose (1954–2011) und Walden William erhielt.
1960 gab er das Magazin Hawk and Whippoorwill heraus, das der Dichtung über den Menschen und der Natur gewidmet war.

## Werke
Derleth schrieb über 150 Kurzgeschichten und 100 Romane, darunter einige Novellen über den Detektiv Solar Pons, der einige Ähnlichkeiten mit Sherlock Holmes aufweist. Er schrieb außerdem unter den Pseudonymen Stephen Grendon, Kenyon Holmes und Tally Mason.

## Verfilmungen
Zahlreiche von Derleths Werken wurden in den 50er- bis 70er-Jahren als Episoden diverser Fernsehserien umgesetzt – wie etwa Thriller (1961/62, 5 Folgen, mit Boris Karloff als Host) oder Night Gallery (1971, 3 Folgen). 1967 erschien der britische Kinofilm Die verschlossene Tür nach einer Story von Derleth (basierend auf einem Entwurf von Lovecraft).